# Errance sans retour
Pour l’article homonyme, voir Errance sans retour (exposition).
 (février 2021).
La mise en forme du texte ne suit pas les recommandations de Wikipédia : il faut le « wikifier ».
Les points d'amélioration suivants sont les cas les plus fréquents. Le détail des points à revoir est peut-être précisé sur la page de discussion.
- Les titres sont pré-formatés par le logiciel. Ils ne sont ni en capitales, ni en gras.
- Le texte ne doit pas être écrit en capitales (les noms de famille non plus), ni en gras, ni en italique, ni en « petit »…
- Le gras n'est utilisé que pour surligner le titre de l'article dans l'introduction, une seule fois.
- L'italique est rarement utilisé : mots en langue étrangère, titres d'œuvres, noms de bateaux, etc.
- Les citations ne sont pas en italique mais en corps de texte normal. Elles sont entourées par des guillemets français : « et ».
- Les listes à puces sont à éviter, des paragraphes rédigés étant largement préférés. Les tableaux sont à réserver à la présentation de données structurées (résultats, etc.).
- Les appels de note de bas de page (petits chiffres en exposant, introduits par l'outil «  Source ») sont à placer entre la fin de phrase et le point final[comme ça].
- Les liens internes (vers d'autres articles de Wikipédia) sont à choisir avec parcimonie. Créez des liens vers des articles approfondissant le sujet. Les termes génériques sans rapport avec le sujet sont à éviter, ainsi que les répétitions de liens vers un même terme.
- Les liens externes sont à placer uniquement dans une section « Liens externes », à la fin de l'article. Ces liens sont à choisir avec parcimonie suivant les règles définies. Si un lien sert de source à l'article, son insertion dans le texte est à faire par les notes de bas de page.
- La présentation des références doit suivre les conventions bibliographiques. Il est recommandé d'utiliser les modèles {{Ouvrage}}, {{Chapitre}}, {{Article}}, {{Lien web}} et/ou {{Bibliographie}}. Le mode d'édition visuel peut mettre en forme automatiquement les références.
- Insérer une infobox (cadre d'informations à droite) n'est pas obligatoire pour parachever la mise en page.

Pour une aide détaillée, merci de consulter Aide:Wikification.
Si vous pensez que ces points ont été résolus, vous pouvez retirer ce bandeau et améliorer la mise en forme d'un autre article.
Pour plus de détails, voir Fiche technique et Distribution.
Errance sans retour (en anglais : Wandering, A Rohingya Story) est un long métrage documentaire québécois sorti en 2020 en festivals et en février 2021 en salle au Québec. Le film a été réalisé par Mélanie Carrier et Olivier Higgins, et produit par MÖ Films.
Certaines parties du film se sont retrouvées dans une exposition multimédia intitulée Errance sans retour présentée au Musée national des beaux-arts du Québec situé à Québec. L'exposition représentait la situation de la crise rohingya. Elle incluait aussi, entre autres, des photographies de Renaud Philippe et des œuvres (des dioramas) de l'artiste Karine Giboulo.

## Synopsis
En quelques mois, le camp de réfugiés de Kutupalong est devenu le plus peuplé du monde, abritant actuellement plus de 700 000 Rohingyas en exil. 
Errance sans retour nous plonge dans la réalité de la vie de ce camp. C'est un documentaire immersif et poétique où le drame côtoie la lumière. La poésie et les paroles du réfugié rohingya Kala Miya (Kalam) guident et éclairent dans les dédales de ce lieu qui semble s’être figé hors du temps et de l’espace.

## Fiche technique
- Réalisation : Renaud Philippe et Olivier Higgins
- Direction de la photographie : Renaud Philippe
- Montage : Amélie Labrèche et Olivier Higgins
- Narration : Mohammed Shofi
- Poèmes et textes : Kala Miya (Kalam)
- Étalonnage : Jérôme Cloutier
- Mixage sonore : Luc Boudrias
- Conception sonore : Pierre-Jules Audet
- Production : Mélanie Carrier et Olivier Higgins
- Distribution : Spira et MÖ Films
- Pays d'origine : Canada
- Lieu de tournage : Kutupalong, camp de réfugiés rohingyas au Bangladesh
- Durée : 87 minutes

### Récompenses
- Festival de cinéma de la ville de Québec : Prix du public - Long métrage[6]
- Festival international du cinéma francophone en Acadie : Prix La Vague du meilleur long métrage documentaire [7]
- DOCSMX (Festival international de films documentaires de Mexico) : Prix Global Docs
- Lauréat du Meilleur long métrage documentaire Ted Rogers aux prix Écrans canadiens[8]
- Gala Québec Cinéma 2021 : Iris du Meilleur film documentaire[9]

### Sélections
- SEMINCI - Festival international de film de Valladolid (Espagne) : Compétition officielle
- Rencontre internationales du documentaire de Montréal (RIDM) (Canada) : Compétition officielle
- International Festival of New Latin American Cinema (Cuba) : Compétition officielle
- Festival international du film francophone (FIFF) de Tübingen (Allemagne) : Compétition officielle